# Fatma 75
Fatma 75 es un documental tunecino de 1976 dirigido por Salma Baccar. Se enfoca en los derechos de las mujeres y el tema del Código de estado personal (CSP), una serie de reformas que buscaron la equidad hacia las mujeres. Esta película convirtió a su directora en la primera mujer directora de un largometraje en Túnez.

## Sinopsis
Fatma, una estudiante, dará una presentación en la universidad sobre los derechos de la mujer en Túnez.

## Análisis
La película narra la historia y evolución de la condición de la mujer en Túnez en tres períodos y generaciones: el período de 1930 a 1938 que condujo a la creación de la Unión Nacional de Mujeres de Túnez, el período 1938 a 1952 que indujo las dos luchas por la emancipación de la mujer y de la independencia del país y el período posterior a 1956 con los logros de las mujeres con respecto al CSP. La referencia al año 1975 en el título se debe a que este año fue declarado como "Año de la mujer" por la Organización de las Naciones Unidas.
Salma Baccar declaró que el documental fue "todo lo que ella tenía en su corazón sobre las mujeres". Ella por lo tanto deseaba demostrar: 

que la emancipación de la mujer, aunque consagrada en la Constitución tunecina de 1959, no ha entrado en las mentalidades o las costumbres

Pese a que la película fue encargada a Baccar por el Ministerio de Cultura, la película no fue proyectada en las salas de cine comerciales porque escenas enteras fueron censuradas por el Ministerio de Información de Túnez y no pudo verse en salas de cine comerciales hasta 2005, fecha del estreno de la película Fleur d'oubli. Sin embargo, en el extranjero y especialmente en el Magreb, la película tuvo una buena acogida. Baccar narró que la película "iba a ser proyectada por televisión [y] fue reemplazada por otra película en el último minuto y sin explicación".

## Rodaje
La película se rodó en Túnez en las ciudades de Túnez, Sidi Bou Saïd y Hammamet.

## Ficha técnica
- Producción : Salma Baccar
- Guion : Samir Ayadi
- Fotografía : Ahmed Zaaf
- Sonido : Faouzi Thabet
- Montaje : Moufida Tlatli
- Producción : Sociedad anónima tunecina de producción y expansión cinematográfica
- Lengua : árabe
- Formato : color - 35 mm
- Género : documental
- Duración : 60 minutos

## Premios y homenajes
- Ducado de oro en el Festival Internacional de Cine de Mannheim-Heidelberg en 1979[5]